# Velká Kraš
Velká Kraš är en ort i Tjeckien.   Den ligger i regionen Olomouc, i den östra delen av landet, 200 km öster om huvudstaden Prag. Velká Kraš ligger 255 meter över havet och antalet invånare är 892.
Terrängen runt Velká Kraš är platt åt nordost, men åt sydväst är den kuperad.Runt Velká Kraš är det ganska glesbefolkat, med 42 invånare per kvadratkilometer. Närmaste större samhälle är Jeseník, 15,4 km söder om Velká Kraš. Trakten runt Velká Kraš består till största delen av jordbruksmark.